# Kutijasti kanjon
Kutijasti kanjon (eng. box canyon) je uski kanjon ravna dna i okomitih zidova. Uzvodno je obično zatvoren sličnim zidom. Strane su strme i završava glavimice okomitim strmcem. Riječ je amerikanizam koji datira iz 1870. – 1875. godine. U novomeksičkom španjolskom naziva ga se riječju rincón.

## Vanjske poveznice
- Flickr Box Canyon, Ouray, Colorado